# مارك إيدي
مارك جونسون (بالإنجليزية: Mark Addy)‏ (و. 1964 – م) هو ممثل، من المملكة المتحدة، ولد في يورك.

## التعليم
تعلم في الأكاديمية الملكية للفنون المسرحية، في تخصص تمثيل.

## وصلات خارجية
- مارك إيدي على موقع IMDb (الإنجليزية)
- مارك إيدي على موقع ألو سيني (الفرنسية)
- مارك إيدي على موقع تيرنر كلاسيك موفيز (الإنجليزية)
- مارك إيدي على موقع أول موفي (الإنجليزية)
- مارك إيدي على موقع قاعدة بيانات الأفلام السويدية (السويدية)
- مارك إيدي على موقع إن إن دي بي (الإنجليزية)
- مارك إيدي على موقع قاعدة بيانات الفيلم (الإنجليزية)
- مارك إيدي على موقع كينوبويسك (الروسية)